# Macropanesthia heppleorum
Macropanesthia heppleorum är en kackerlacksart som beskrevs av Walker, J. A., Rugg och Rose 1994. Macropanesthia heppleorum ingår i släktet Macropanesthia och familjen jättekackerlackor. Inga underarter finns listade i Catalogue of Life.